# Brenda Bakke
Brenda Bakke (ur. 15 maja 1963 w Klamath Falls, USA) – amerykańska aktorka filmowa.

## Wybrana filmografia
- Ostatni kurort (1986) jako Veroneeka
- Laski 2 (1986) jako Morgan
- Złodzieje karabinów (1987) jako Julie Comstock
- Medium Rare (1987)
- Death spa (1989) jako Taryn
- Niebezpieczna miłość (1988) jako Chris
- Gunhed (1989) jako sierżant Nim
- Another Chance (1989) jako Sandy
- Pięści zemsty (1989) jako Ellen
- Oddaj mi męża (1990) jako Samantha
- Sekrety (1992) jako Sandy Warwick
- Hot Shots! 2 (1993) jako Michelle Rodham Huddleston
- Ostatnia podróż (1994) jako Zinovitz
- Lone Justice 2 (1995) jako Wren
- Władca demonów (1995) jako Cordelia
- Liberator 2 (1995) Linda Gilder
- Lone Justice 3 (1996) jako Wren
- Tajemnice Los Angeles (1997) jako Lana Turner
- Schronienie (1998) jako Helena
- Teksańska gorączka (2000) jako Kim
- Szybki numer (2001) jako Jane
- Moving August (2002) jako Ginny Forster
- Groom Lake (2002) jako Joyce
- Leave No Trace (2004) jako Victoria Blake